# 布兹皮河
布兹皮河是阿布哈兹境内两条河流中最大的一条，在科多里河（Kodori）旁，是格鲁吉亚境内第十二长的河流。 河谷的草本植物生态型多元，尤其是上游流域的峡谷地区，有许多风铃草 Campanula mirabilis，被称为“阿布哈兹植被中的女王”。